# 努济耶
努济耶（法語：Nouziers，法語發音：[nuzje]）是法国克勒兹省的一个市镇，位于该省北部，和安德尔省接壤，属于盖雷区。

## 地理
努济耶（46°25'18"N, 1°57'28"E）面积14.33 平方千米，位于法国新阿基坦大区克勒兹省，该省份为法国中部省份，位于法國中央高原西北部，北起安德尔省和谢尔省，西接维埃纳省，南至科雷兹省，东临多姆山省，东北与阿列省接壤。
与努济耶接壤的市镇（或旧市镇、城区）包括：拉塞莱特、拉福雷迪唐普勒、莫尔特鲁、穆捷马尔卡、克勒旺、普利尼圣母镇、萨兹赖。

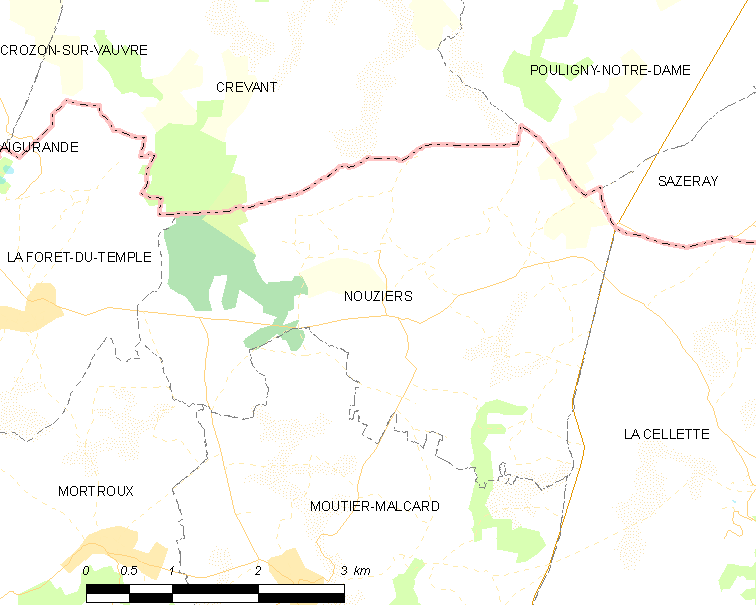
努济耶的OSM定位图

努济耶的时区为UTC+01:00、UTC+02:00（夏令时）。

## 行政
努济耶的邮政编码为23350，INSEE市镇编码为23148。

## 政治
努济耶所属的省级选区为博纳县。

## 人口

1962-2008年间努济耶人口变化图示

努济耶于2022年1月1日时的人口数量为250人。